# Saint-Maxent
 (mars 2021).
Si vous disposez d'ouvrages ou d'articles de référence ou si vous connaissez des sites web de qualité traitant du thème abordé ici, merci de compléter l'article en donnant les références utiles à sa vérifiabilité et en les liant à la section « Notes et références ».
Saint-Maxent [sɛ̃ maksɑ̃] est une commune française située dans le département de la Somme, en région Hauts-de-France.

## Géographie

### Localisation
Saint-Maxent est un village picard du Vimeu.
À vol d'oiseau, la localité est située à 6 km au nord-ouest de Oisemont, 13 km au sud-ouest d'Abbeville et à 42 km au nord-ouest d'Amiens.
Le territoire de la commune est limitrophe de ceux de sept communes.
Les communes limitrophes sont Martainneville, Cerisy-Buleux, Doudelainville, Fresnes-Tilloloy, Grébault-Mesnil, Huppy et Ramburelles.

### Hydrographie
La commune est traversée par la ligne de partage des eaux entre les bassins hydrographiques Artois-Picardie et Seine-Normandie. Elle n'est drainée par aucun cours d'eau.

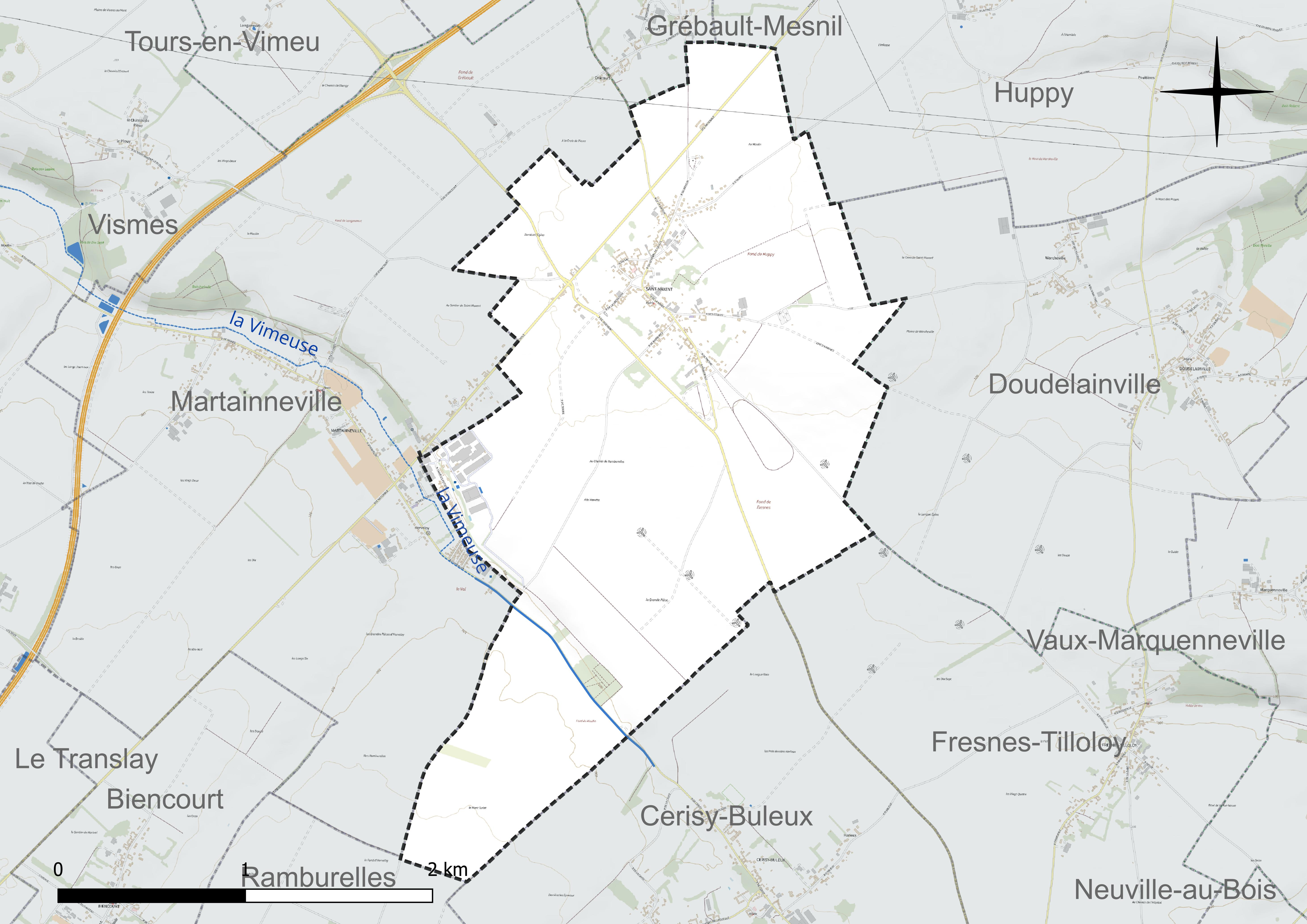
Réseau hydrographique de Saint-Maxent.

### Climat
Pour des articles plus généraux, voir Climat des Hauts-de-France et Climat de la Somme.
En 2010, le climat de la commune est de type climat océanique franc, selon une étude du CNRS s'appuyant sur une série de données couvrant la période 1971-2000. En 2020, Météo-France publie une typologie des climats de la France métropolitaine dans laquelle la commune est exposée à un climat océanique et est dans la région climatique Côtes de la Manche orientale, caractérisée par un faible ensoleillement (1 550 h/an) ; forte humidité de l'air (plus de 20 h/jour avec humidité relative > 80 % en hiver), vents forts fréquents.
Pour la période 1971-2000, la température annuelle moyenne est de 10 °C, avec une amplitude thermique annuelle de 13,8 °C. Le cumul annuel moyen de précipitations est de 852 mm, avec 12,6 jours de précipitations en janvier et 8,8 jours en juillet. Pour la période 1991-2020, la température moyenne annuelle observée sur la station météorologique la plus proche, située sur la commune d'Oisemont à 6 km à vol d'oiseau, est de 11,1 °C et le cumul annuel moyen de précipitations est de 801,4 mm,. Pour l'avenir, les paramètres climatiques de la commune estimés pour 2050 selon différents scénarios d'émission de gaz à effet de serre sont consultables sur un site dédié publié par Météo-France en novembre 2022.

## Urbanisme

### Typologie
Au 1er janvier 2024, Saint-Maxent est catégorisée commune rurale à habitat dispersé, selon la nouvelle grille communale de densité à sept niveaux définie par l'Insee en 2022.
Elle est située hors unité urbaine. Par ailleurs la commune fait partie de l'aire d'attraction d'Abbeville, dont elle est une commune de la couronne,. Cette aire, qui regroupe 73 communes, est catégorisée dans les aires de 50 000 à moins de 200 000 habitants,.

### Occupation des sols
L'occupation des sols de la commune, telle qu'elle ressort de la base de données européenne d'occupation biophysique des sols Corine Land Cover (CLC), est marquée par l'importance des territoires agricoles (92,5 % en 2018), une proportion sensiblement équivalente à celle de 1990 (93 %). La répartition détaillée en 2018 est la suivante : 
terres arables (79,9 %), prairies (12,5 %), zones urbanisées (5,6 %), zones industrielles ou commerciales et réseaux de communication (1,9 %). L'évolution de l'occupation des sols de la commune et de ses infrastructures peut être observée sur les différentes représentations cartographiques du territoire : la carte de Cassini (XVIIIe siècle), la carte d'état-major (1820-1866) et les cartes ou photos aériennes de l'IGN pour la période actuelle (1950 à aujourd'hui).

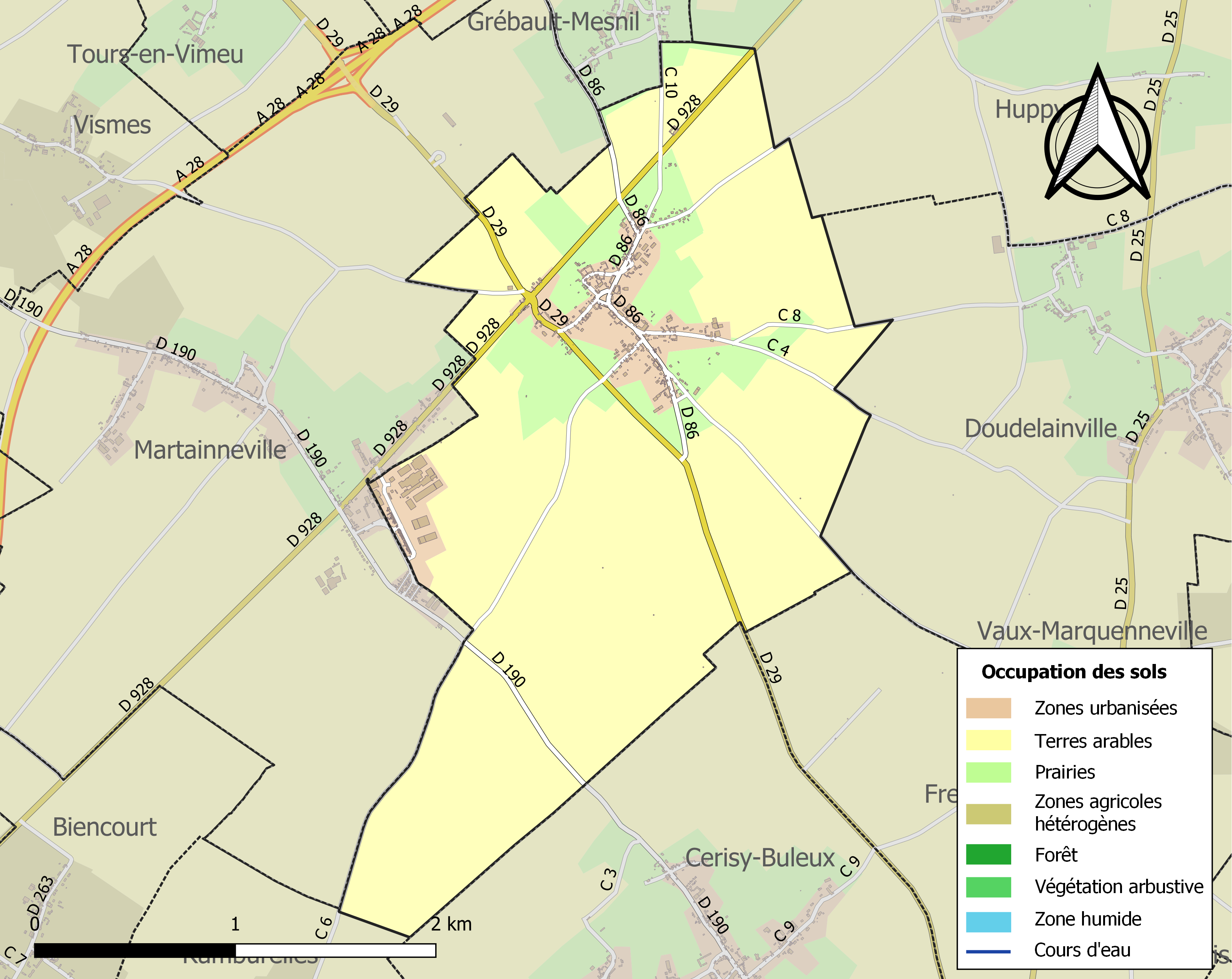
Carte des infrastructures et de l'occupation des sols de la commune en 2018 (CLC).

### Lieux-dits, hameaux et écarts
Le territoire comprend deux blocs d'habitations : le village en lui-même en hauteur et la Cité Charles-Potier, écart de la commune situé dans la vallée de la Vimeuse et presque incluse dans Martainneville du fait du vaste territoire communal qui descend jusqu'aux limites de Martainneville, Cerisy-Buleux, Ramburelles, Fresnes-Tilloloy et Grébault-Mesnil.

### Habitat et logement
En 2019, le nombre total de logements dans la commune était de 190, alors qu'il était de 184 en 2014 et de 174 en 2009.
Parmi ces logements, 84,7 % étaient des résidences principales, 6,3 % des résidences secondaires et 8,9 % des logements vacants. Ces logements étaient pour 99,5 % d'entre eux des maisons individuelles et pour 0 % des appartements.
Le tableau ci-dessous présente la typologie des logements à Saint-Maxent en 2019 en comparaison avec celle de la Somme et de la France entière. Une caractéristique marquante du parc de logements est ainsi une proportion de résidences secondaires et logements occasionnels (6,3 %) inférieure à celle du département (8,3 %) rt  à celle de la France entière (9,7 %). Concernant le statut d'occupation de ces logements, 79,5 % des habitants de la commune sont propriétaires de leur logement (81,3 % en 2014), contre 60,2 % pour la Somme et 57,5 pour la France entière.
| Typologie                                               | Saint-Maxent | Somme | France entière |
| ------------------------------------------------------- | ------------ | ----- | -------------- |
| Résidences principales (en %)                           | 84,7         | 83,2  | 82,1           |
| Résidences secondaires et logements occasionnels (en %) | 6,3          | 8,3   | 9,7            |
| Logements vacants (en %)                                | 8,9          | 8,5   | 8,2            |

### Voies de communication et transports
Saint-Maxent est situé à l'intersection des routes départementales RD 29 (axe Feuquières-en-Vimeu - Liomer) et RD 928 (ex-route nationale 28, axe Bergues - Rouen). Le village est aussi traversé dans tout son long par la route départementale RD 86 qui débute du village pour aller en direction de Grébault-Mesnil jusqu'à Port-le-Grand, ainsi que par la route départementale RD 190 (axe Oisemont - Ault), qui ne passe pas par le village et ses habitations mais au sud du territoire communal.
Il est desservi par la sortie  4 Le Vimeu (située sur le territoire du village voisin de Martainneville) de l'autoroute A28 (Abbeville - Tours), et, en 2019, par la ligne d'autocars no 21 (Vismes - Abbeville) du réseau Trans'80, Hauts-de-France, les jours du marché d'Abbeville, le jeudi  le mercredi et le samedi.

## Toponymie
Le nom de la localité est attesté sous les formes Sanctus Maxentius (1121) ; S. Maxens (1162) ; S. Maixentius (1186) ; S. Messent (1286) ; S. Maxencius (1301) ; S. Maissens (1311) ; S. Messench (1323) ; S. Maissench (1337) ; S. Maissent (1350) ; S. Maxent (1377-1422-1450) ; S. Maixent-en-Vimeu (1397) ; S. Maxens-en-Vimeu (1631) ; S. Maxence (1648) ; S. Maxen (1657) ; S. Mexent (1689) ; S. Muscent (1716) ; S. Maxant (1787) ; S. Maxent-en-Vimeu (1836.).
L'hagiotoponyme du village est un hommage au saint Maxent (appelé aussi Maixent du Poitou), décédé vers 515. C'est pour cette raison que nombre de communes du Poitou sont nommées ainsi, comme Saint-Maixent-l'École dans les Deux-Sèvres ou encore Saint-Maixent dans le département de la Sarthe.

## Histoire

### Moyen Âge
Un petit château carré aurait existé sur une motte castrale dont les traces ont pu encore être observées au XIXe siècle. Cette « butte circulaire défendue par un fossé » est facilement repérable, sur le plan du cadastre napoléonien, dans une propriété à proximité immédiate (au nord-est) de l'église. De nombreuses galeries souterraines sillonnent le village, occasionnant à plusieurs reprises des éboulements.
Le village a été brûlé en 1472 par Charles le Téméraire, duc de Bourgogne[réf. nécessaire].

### Révolution française et Empire
Lors de la création des communes à la Révolution française, le lieu-dit de Warcheville, qui dépendait auparavant de Saint-Maxent, est intégré à celle de Doudelainville[réf. nécessaire].

### Époque contemporaine
En 1873, une râperie est implantée sur le territoire de la commune (à cheval avec Martainneville) par la S. A. de la Sucrerie d'Abbeville. Elle est doublée en 1890 par une verrerie (La Verrerie de Martainneville-Saint-Maxent), lancée par Édouard Bonvallet, verrier à Bouttencourt, placée en 1900 sous l'égide de la société Desjonquères frères. Pendant cette période (de 1893 à 1900), des logements sociaux sont construits à Martainneville. En 1906, la râperie passe sous l'égide de la société Say et la verrerie est reprise par Édouard de Boyer l'année suivante. De nombreux éléments bâtis à cette époque sont encore présents dans le village voisin (notamment les logements).
En 1962, la râperie est citée parallèlement à une coopérative agricole, la CALIRA, toujours en activité.
Le village est desservi  de 1872 à 1969 par la gare de Martainneville - Saint-Maxent, sur la  ligne de Canaples à Longroy - Gamaches. Cette ligne, qui n'existe plus, faisait essentiellement du trafic FRET en desservant les coopératives tout en transportant également quelques voyageurs.

#### Seconde Guerre mondiale

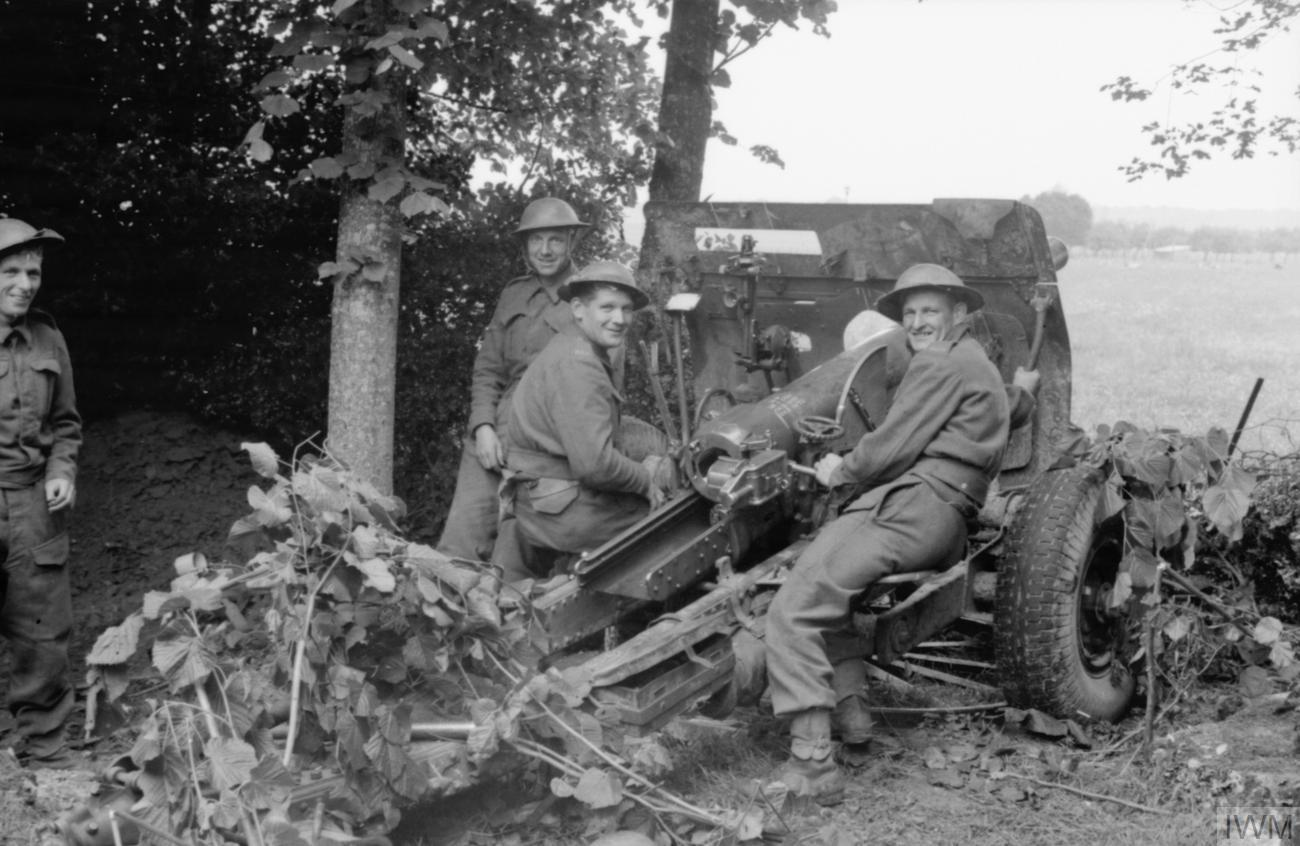
À Saint-Maxent, l'armée britannique a tenté de résister à l'avancée allemande.

Le village a été directement impliqué dans la guerre, surtout en 1940, particulièrement pendant la bataille d'Abbeville du 27 mai au 4 juin 1940. Le 26 mai, la 5e DLC se place en opposition aux forces allemandes au nord de la Bresle, entre la côte de Bouttencourt et le village. Le 31 mai, le général Altmayer réunit les généraux commandant de la 51e DI écossaise, la 4e DCr et les 2e et 5e DLC. Le même jour, Charles de Gaulle sera hébergé chez l'habitant dans le village. C'est à la suite de cela que la rue du domicile sera renommée « Rue du général de Gaulle » en son honneur. En conséquence de cette bataille, trois soldats britanniques de la Royal Air Force ont laissé leur vie et sont enterrés au cimetière du village.
Du 17 juin 1940 au 1er septembre 1944, le village est sous la domination allemande avant d'être libéré par la 3e division blindée polonaise le 1er septembre 1944, qui allait libérer la ville d'Abbeville deux jours après. Les forces militaires étaient arrivées de la rue de Blangy depuis Le Translay. Depuis, cette rue a été renommée "Rue de la Libération".

#### Depuis 1945
Du 25 au 29 décembre 1999, le village a été touché par des inondations, des coulées de boue et des mouvements de terrain à cause de la tempête Martin.

## Politique et administration

### Rattachements administratifs et électoraux

#### Rattachements administratifs
La commune fait partie de l'arrondissement d'Abbeville du département de la Somme, en région Hauts-de-France.
À la Révolution française, lors de la mise en place des communes (entre 1791 et 1794), Saint-Maxent était un chef-lieu de canton du district d'Abbeville. Le canton de Saint-Maxent était alors composé des communes suivantes : Biencourt, Cerisy-Buleux, Doudelainville, Ercourt, Framicourt, Frucourt, Grébault-Mesnil, Huppy, Martainneville, Ramburelles, Rambures, Saint-Maxent, Tours-en-Vimeu, Le Translay, Vaux-Marquenneville et Vismes,.
La commune faisait partie depuis 1801 du canton de Moyenneville. Dans le cadre du redécoupage cantonal de 2014 en France, cette circonscription administrative territoriale a disparu, et le canton n'est plus qu'une circonscription électorale.

#### Rattachements électoraux
Pour les élections départementales, la commune fait partie depuis 2014 du canton de Gamaches.
Pour l'élection des députés, elle fait partie depuis 1958 de la troisième circonscription de la Somme.

### Intercommunalité
La commune faisait partie de la communauté de communes du Vimeu Vert créé par arrêté préfectoral du 10 décembre 1993 et qui succédait au SIVOM de Moyenneville.
Dans le cadre des dispositions de la loi portant nouvelle organisation territoriale de la République du 7 août 2015, qui prévoit que les établissements publics de coopération intercommunale (EPCI) à fiscalité propre doivent avoir un minimum de 15 000 habitants, cette intercommunalité a fusionné avec la communauté de communes du Vimeu Industriel, formant à compter du 1er janvier 2017 la communauté de communes du Vimeu, dont est désormais membre la commune.
Toutefois, par délibération du conseil municipal du 2 juin 2017 du conseil municipal, la commune de Saint-Maxent sollicite sa sortie de la communauté de communes du Vimeu et son adhésion à la communauté de communes interrégionale Aumale - Blangy-sur-Bresle. Cette demande, agréée par les conseils communautaires concernés,, est agréée par les  CDCI de la Seine-Maritime et de la Somme et est actée par un arrêté interpréfectoral du 29 décembre 2017,.

### Tendances politiques et résultats
Sources : politologue.com ; ouest-france.fr ; lexpress.fr ; politiquemania.com ; Ministère de l'Intérieur

#### Élection présidentielle

##### 1ertour
| Année | Candidat | Candidat              | Candidat | Candidat | Candidat               | Candidat | Candidat | Candidat               | Candidat | Population                |
| ----- | -------- | --------------------- | -------- | -------- | ---------------------- | -------- | -------- | ---------------------- | -------- | ------------------------- |
| 1995  |          | Jacques Chirac RPR    | 33,48 %  |          | Lionel Jospin PS       | 21,03 %  |          | Jean-Marie Le Pen FN   | 13,3 %   | 275 inscrits 233 exprimés |
| 2002  |          | Jean Saint-Josse CPNT | 27,43 %  |          | Jean-Marie Le Pen FN   | 18,14 %  |          | Jacques Chirac RPR     | 15,61 %  | 304 inscrits 237 exprimés |
| 2007  |          | Ségolène Royal PS     | 27,55 %  |          | Nicolas Sarkozy UMP    | 25,66 %  |          | Jean-Marie Le Pen FN   | 21,13 %  | 309 inscrits 265 exprimés |
| 2012  |          | Marine Le Pen FN      | 29,08 %  |          | François Hollande PS   | 28,01 %  |          | Nicolas Sarkozy UMP    | 25,18 %  | 317 inscrits 282 exprimés |
| 2017  |          | Marine Le Pen FN      | 36,95 %  |          | Jean-Luc Mélenchon LFI | 22,09 %  |          | François Fillon LR     | 17,27 %  | 307 inscrits 249 exprimés |
| 2022  |          | Marine Le Pen RN      | 45 %     |          | Emmanuel Macron LREM   | 20,45 %  |          | Jean-Luc Mélenchon LFI | 12,27 %  | 281 inscrits 220 exprimés |

##### 2dtour
| Année | Candidat | Candidat             | Candidat | Candidat | Candidat             | Candidat | Population                |
| ----- | -------- | -------------------- | -------- | -------- | -------------------- | -------- | ------------------------- |
| 1995  |          | Jacques Chirac RPR   | 52,34 %  |          | Lionel Jospin PS     | 47,66 %  | 275 inscrits 235 exprimés |
| 2002  |          | Jacques Chirac RPR   | 72,57 %  |          | Jean-Marie Le Pen FN | 27,43 %  | 304 inscrits 226 exprimés |
| 2007  |          | Ségolène Royal PS    | 51,39 %  |          | Nicolas Sarkozy UMP  | 48,61 %  | 309 inscrits 251 exprimés |
| 2012  |          | François Hollande PS | 50,97 %  |          | Nicolas Sarkozy UMP  | 49,03 %  | 317 inscrits 259 exprimés |
| 2017  |          | Marine Le Pen FN     | 57,14 %  |          | Emmanuel Macron EM   | 42,86 %  | 307 inscrits 210 exprimés |
| 2022  |          | Marine Le Pen RN     | 64,71 %  |          | Emmanuel Macron LREM | 35,29 %  | 281 inscrits 204 exprimés |

#### Élections législatives

##### 1ertour
| Année | Candidat | Candidat            | Candidat | Candidat | Candidat               | Candidat | Candidat | Candidat                  | Candidat | Population                |
| ----- | -------- | ------------------- | -------- | -------- | ---------------------- | -------- | -------- | ------------------------- | -------- | ------------------------- |
| 1997  |          | Jérôme Bignon RPR   | 46,79 %  |          | Vincent Peillon PS     | 26,15 %  |          | Jacques Pecquery PCF      | 10,09 %  | 280 inscrits 218 exprimés |
| 2002  |          | Jérôme Bignon UMP   | 31,98 %  |          | Nicolas Lottin CPNT    | 31,08 %  |          | Vincent Peillon PS        | 22,52 %  | 301 inscrits 222 exprimés |
| 2007  |          | Jérôme Bignon UMP   | 42,57 %  |          | Vincent Peillon PS     | 35,64 %  |          | Nathalie Huiart CPNT      | 7,43 %   | 307 inscrits 202 exprimés |
| 2012  |          | Jérôme Bignon UMP   | 34,95 %  |          | Jean-Claude Buisine PS | 28,64 %  |          | Nathalie Huiart FN        | 19,9 %   | 321 inscrits 206 exprimés |
| 2017  |          | Bruno Mariage LREM  | 27,91 %  |          | Patricia Chagnon FN    | 19,77 %  |          | Emmanuel Maquet LR        | 17,44 %  | 307 inscrits 172 exprimés |
| 2022  |          | Nicolas Lottin RN   | 38,14 %  |          | Emmanuel Maquet LR     | 22,03 %  |          | Arnaud Petit PCF-NUPES    | 16,95 %  | 282 inscrits 124 exprimés |
| 2024  |          | Matthias Renault RN | 57,42 %  |          | Emmanuel Maquet LR     | 20,57 %  |          | Léon Deffontaines PCF-NPF | 14,35 %  | 303 inscrits 209 exprimés |

##### 2dtour
| Année | Candidat | Candidat               | Candidat | Candidat | Candidat           | Candidat | Population                |
| ----- | -------- | ---------------------- | -------- | -------- | ------------------ | -------- | ------------------------- |
| 1997  |          | Jérôme Bignon RPR      | 61,57 %  |          | Vincent Peillon PS | 38,43 %  | 280 inscrits 242 exprimés |
| 2002  |          | Jérôme Bignon UMP      | 57,36 %  |          | Vincent Peillon PS | 42,64 %  | 301 inscrits 197 exprimés |
| 2007  |          | Jérôme Bignon UMP      | 50,72 %  |          | Vincent Peillon PS | 49,28 %  | 307 inscrits 209 exprimés |
| 2012  |          | Jean-Claude Buisine PS | 52,74 %  |          | Jérôme Bignon UMP  | 47,26 %  | 321 inscrits 201 exprimés |
| 2017  |          | Emmanuel Maquet LR     | 57,39 %  |          | Bruno Mariage LREM | 42,61 %  | 307 inscrits 115 exprimés |
| 2022  |          | Emmanuel Maquet LR     | 50,44 %  |          | Nicolas Lottin RN  | 49,56 %  | 282 inscrits 113 exprimés |
| 2024  |          | Matthias Renault RN    | 65,17 %  |          | Emmanuel Maquet LR | 34,83 %  | 302 inscrits 201 exprimés |

#### Élections européennes
| Année | Candidat | Candidat              | Candidat | Candidat | Candidat              | Candidat | Candidat | Candidat                 | Candidat | Population                |
| ----- | -------- | --------------------- | -------- | -------- | --------------------- | -------- | -------- | ------------------------ | -------- | ------------------------- |
| 1999  |          | Jean Saint-Josse CPNT | 54,45 %  |          | François Hollande PS  | 13,09 %  |          | Charles Pasqua RPF       | 10,99 %  | 299 inscrits 191 exprimés |
| 2004  |          | Henri Weber PS        | 32,35 %  |          | Yves Butel MPF        | 27,94 %  |          | Carl Lang FN             | 12,5 %   | 311 inscrits 136 exprimés |
| 2009  |          | Gilles Pargneaux PS   | 20 %     |          | Dominique Riquet UMP  | 18,49 %  |          | Frédéric Nihous CPNT-MPF | 16,15 %  | 300 inscrits 130 exprimés |
| 2014  |          | Marine Le Pen FN      | 46,53 %  |          | Jérôme Lavrilleux UMP | 13,89 %  |          | Gilles Pargneaux PS      | 13,19 %  | 315 inscrits 144 exprimés |
| 2019  |          | Jordan Bardella RN    | 47,59 %  |          | Nathalie Loiseau LREM | 15,06 %  |          | Manon Aubry LFI          | 11,45 %  | 292 inscrits 166 exprimés |
| 2024  |          | Jordan Bardella RN    | 60,26 %  |          | Valérie Hayer RE      | 8,97 %   |          | Jean Lassalle AR         | 8,97 %   | 299 inscrits 156 exprimés |

#### Élections régionales

##### 1ertour
| Année | Candidat | Candidat             | Candidat | Candidat | Candidat            | Candidat | Candidat | Candidat                | Candidat | Population                |
| ----- | -------- | -------------------- | -------- | -------- | ------------------- | -------- | -------- | ----------------------- | -------- | ------------------------- |
| 2004  |          | Gilles de Robien UDF | 33,51 %  |          | Michel Guiniot FN   | 25,77 %  |          | Claude Gewerc PS        | 18,56 %  | 311 inscrits 194 exprimés |
| 2010  |          | Claude Gewerc PS     | 32,62 %  |          | Caroline Cayeux UMP | 27,66 %  |          | Michel Guiniot FN       | 16,31 %  | 303 inscrits 141 exprimés |
| 2015  |          | Marine Le Pen FN     | 55,8 %   |          | Xavier Bertrand LR  | 21,55 %  |          | Pierre de Saintignon PS | 8,55 %   |                           |
| 2021  |          | Xavier Bertrand DVD  | 38,24 %  |          | Sébastien Chenu RN  | 38,24 %  |          | Éric Pecqueur LO        | 8,82 %   | 282 inscrits 68 exprimés  |

##### 2dtour
| Année | Candidat | Candidat            | Candidat | Candidat | Candidat             | Candidat | Candidat        | Candidat          | Candidat        | Population                |
| ----- | -------- | ------------------- | -------- | -------- | -------------------- | -------- | --------------- | ----------------- | --------------- | ------------------------- |
| 2004  |          | Claude Gewerc PS    | 42,86 %  |          | Gilles de Robien UDF | 35,71 %  |                 | Michel Guiniot FN | 21,43 %         | 311 inscrits 210 exprimés |
| 2010  |          | Claude Gewerc PS    | 47,24 %  |          | Caroline Cayeux UMP  | 31,29 %  |                 | Michel Guiniot FN | 21,47 %         | 303 inscrits 163 exprimés |
| 2015  |          | Marine Le Pen FN    | 53,03 %  |          | Xavier Bertrand LR   | 46,97 %  | Pas de candidat | Pas de candidat   | Pas de candidat |                           |
| 2021  |          | Xavier Bertrand DVD | 48,19 %  |          | Sébastien Chenu RN   | 36,14 %  |                 | Karima Delli EELV | 15,66 %         | 282 inscrits 83 exprimés  |

#### Élections cantonales puis départementales

##### 1ertour
| Année | Candidat | Candidat                               | Candidat | Candidat | Candidat                                 | Candidat | Candidat | Candidat                                    | Candidat | Population                |
| ----- | -------- | -------------------------------------- | -------- | -------- | ---------------------------------------- | -------- | -------- | ------------------------------------------- | -------- | ------------------------- |
| 2004  |          | Hubert Séré DVD                        | 53,7 %   |          | Brigitte Firmin UMP                      | 18,52 %  |          | Philippe Arcillon PS                        | 14,35 %  | 311 inscrits 216 exprimés |
| 2011  |          | Bernard Davergne PS                    | 43,17 %  |          | Christian Mandosse FN                    | 36,69 %  |          | Daniel Leborgne UMP                         | 16,55 %  | 303 inscrits 139 exprimés |
| 2015  |          | Véronique Dubal Antoine Houyelle FN    | 54,94 %  |          | Brigitte Boutroy Jean-Charles Vitaux UMP | 23,46 %  |          | Delphine Damis-Fricourt Bernard Davergne PS | 21,6 %   | 313 inscrits 162 exprimés |
| 2021  |          | Michaël Desplains Marie-Ange Masson RN | 40,91 %  |          | Arnaud Bihet Ghislaine Sire DVD          | 24,24 %  |          | Laure Boclet David Mongin DVG/PACE          | 15,15 %  | 282 inscrits 66 exprimés  |

##### 2dtour
| Année | Candidat | Candidat                               | Candidat | Candidat | Candidat                                    | Candidat | Population                |
| ----- | -------- | -------------------------------------- | -------- | -------- | ------------------------------------------- | -------- | ------------------------- |
| 2004  |          | Philippe Arcillon PS                   | 56,68 %  |          | Brigitte Firmin UMP                         | 43,32 %  | 311 inscrits 187 exprimés |
| 2011  |          | Bernard Davergne PS                    | 57,45 %  |          | Christian Mandosse FN                       | 42,55 %  | 303 inscrits 141 exprimés |
| 2015  |          | Véronique Dubal Antoine Houyelle FN    | 58,67 %  |          | Delphine Damis-Fricourt Bernard Davergne PS | 41,33 %  | 313 inscrits 150 exprimés |
| 2021  |          | Michaël Desplains Marie-Ange Masson RN | 50,65 %  |          | Arnaud Bihet Ghislaine Sire DVD             | 49,35 %  | 282 inscrits 77 exprimés  |

### Liste des maires
| Période                                  | Période                       | Identité                   | Étiquette | Qualité |
| ---------------------------------------- | ----------------------------- | -------------------------- | --------- | --- |
| mars 1896                                | mai 1908                      | Édouard Bonvallet,         |           | Libraire à Amiens Verrier à Bouttencourt Président-fondateur de la verrerie du village (1889-1900 puis 1904-1931)                                    |
| Les données manquantes sont à compléter. |                               |                            |           | |
| mars 1959                                | février 1976                  | Saint-Alice Amédée Tellier |           | Décédé en fonction |
| Les données manquantes sont à compléter. |                               |                            |           | |
| mars 1977                                | mars 1995                     | Henri Hazard               |           | Agriculteur |
| mars 1995                                | mars 2001                     | Michel Duchaussoy          |           | Facteur Président de l'Union des aînés de Saint-Maxent                                                                                               |
| mars 2001                                | En cours (au 2 décembre 2022) | Bernard Leneveu            |           | Instituteur à la retraite Ancien directeur de l'école de la commune Vice-président de la CC Vimeu Vert (2008 → 2014) Réélu pour le mandat 2020-2026, |

## Équipements et services publics
La salle des fêtes, construite entre 1979 et 1980 et inaugurée en fin d'année 1980 par le maire Henri Hazard. La salle des fêtes a été construite intégralement par les habitants du village (qu'on appelle les Maxentais) et... le maire en personne. Le 18 octobre 2013, la salle des fêtes est rénovée pour être remise aux normes de sécurité, elle est inaugurée par le maire Bernard Leneveu, le sous-préfet d'Abbeville Jean-Claude Geney et le conseiller général de Moyenneville, Bernard Davergne[réf. nécessaire].

### Enseignement
Les communes de Saint-Maxent, Tours-en-Vimeu et Grébault-Mesnil sont associées au sein d'un regroupement pédagogique intercommunal pour la gestion de leurs écoles primaires.
Les enfants sont ensuite scolarisés, selon la carte scolaire, au collège Louis-Jouvet de Gamaches puis au lycée du Vimeu de Friville-Escarbotin, voire anciennement par dérogation au lycée Boucher de Perthes d'Abbeville.
L'université de Picardie Jules Verne (UPJV) assure l'enseignement supérieur, ainsi que le lycée Boucher de Perthes et le lycée du Vimeu
En 2024 et 2025, les écoliers du regroupement remportent le titre de champion des Olympiades du pôle échecs de la communauté de communes du Vimeu (928 élèves en 2025).
À la rentrée scolaire 2025, l'école de Martainneville rejoint le regroupement pédagogique formé par Saint-Maxent, Tours et Grébaultmesnil. Une classe est maintenue dans le village de Martainneville.

### Santé
Sur le point de vue de la santé, le village dépend de l'hôpital d'Abbeville et du CHU Amiens Picardie.

### Justice, sécurité, secours et défense
Pour la sécurité, le village dépend de la brigade de gendarmerie de Gamaches et du tribunal judiciaire d'Amiens. Il dépend pour les pompiers aussi du Centre de secours (CS) de Forceville-en-Vimeu et du Service départemental d'incendie et de secours (SDIS) de la Somme.

## Population et société

### Démographie
L'évolution du nombre d'habitants est connue à travers les recensements de la population effectués dans la commune depuis 1793. Pour les communes de moins de 10 000 habitants, une enquête de recensement portant sur toute la population est réalisée tous les cinq ans, les populations de référence des années intermédiaires étant quant à elles estimées par interpolation ou extrapolation. Pour la commune, le premier recensement exhaustif entrant dans le cadre du nouveau dispositif a été réalisé en 2004.

En 2022, la commune comptait 389 habitants, en évolution de +1,57 % par rapport à 2016 (Somme : −1,26 %, France hors Mayotte : +2,11 %).
| 1793 | 1800 | 1806 | 1821 | 1831 | 1836 | 1841 | 1846 | 1851 |
| ---- | ---- | ---- | ---- | ---- | ---- | ---- | ---- | ---- |
| 398  | 440  | 461  | 442  | 467  | 491  | 471  | 496  | 497  |

| 1856 | 1861 | 1866 | 1872 | 1876 | 1881 | 1886 | 1891 | 1896 |
| ---- | ---- | ---- | ---- | ---- | ---- | ---- | ---- | ---- |
| 475  | 501  | 492  | 482  | 482  | 494  | 502  | 663  | 682  |

| 1901 | 1906 | 1911 | 1921 | 1926 | 1931 | 1936 | 1946 | 1954 |
| ---- | ---- | ---- | ---- | ---- | ---- | ---- | ---- | ---- |
| 740  | 694  | 709  | 677  | 729  | 557  | 417  | 442  | 449  |

| 1962 | 1968 | 1975 | 1982 | 1990 | 1999 | 2004 | 2006 | 2009 |
| ---- | ---- | ---- | ---- | ---- | ---- | ---- | ---- | ---- |
| 421  | 417  | 379  | 365  | 365  | 369  | 382  | 378  | 410  |

| 2014 | 2019 | 2022 | - | - | - | - | - | - |
| ---- | ---- | ---- | - | - | - | - | - | - |
| 383  | 395  | 389  | - | - | - | - | - | - |

Au XVIIIe siècle, Saint-Maxent comptait 64 maisons d'après l'historien Pierre Nicolas Grenier[réf. incomplète].

## Économie
Le village ne compte que peu de commerces et activités (couverture, grossiste).
La Coopérative Agricole Linière de la Région d'Abbeville (CALIRA) est installée à cheval sur les territoires de Saint-Maxent et Martainneville. Elle travaille avec les producteurs de lin de la Côte picarde et même de l'Amiénois.
Pendant de nombreuses années, le village a connu  une activité de poterie.

## Culture locale et patrimoine

### Lieux et monuments

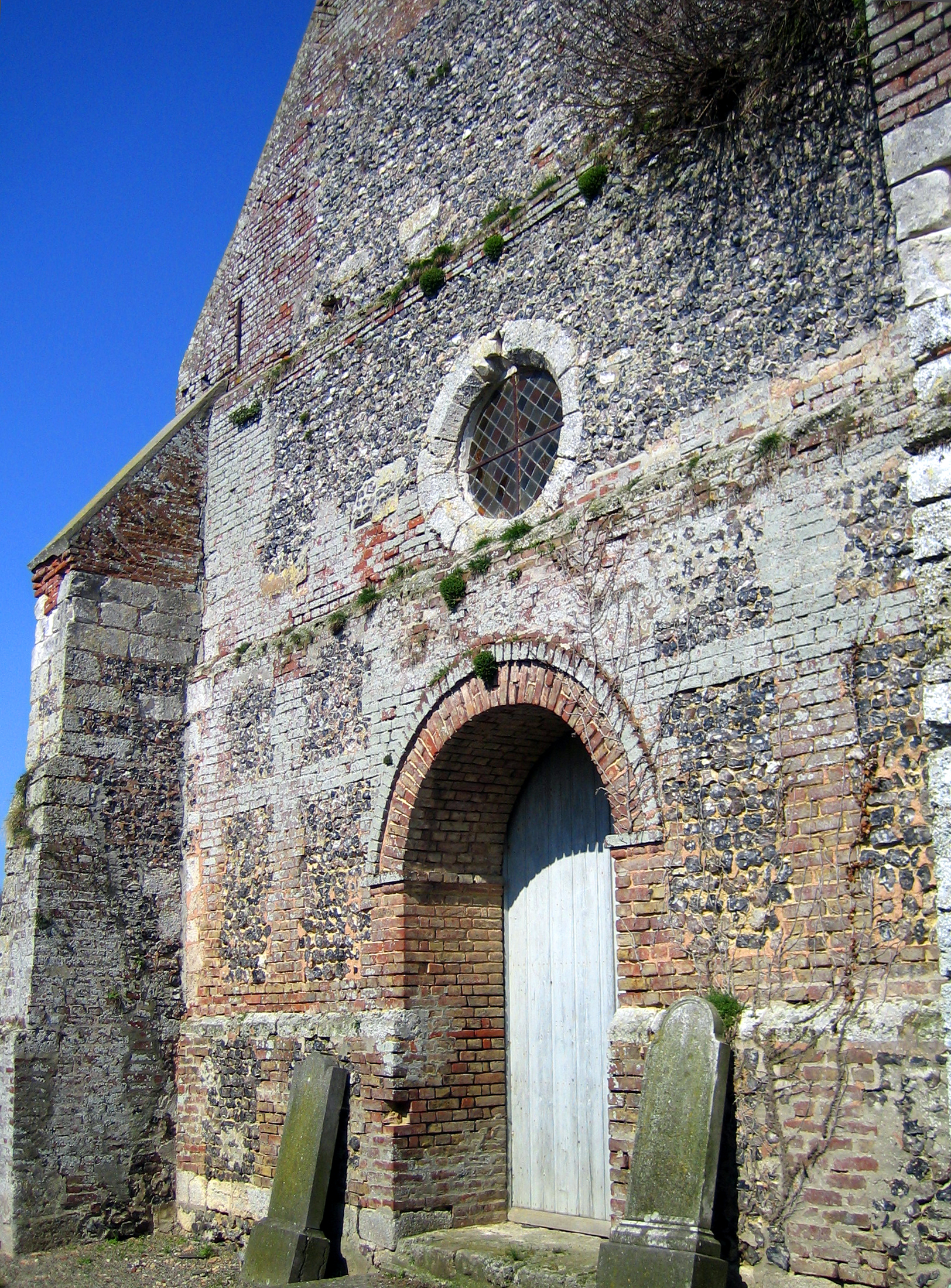
Façade de l'église (avril 2006).

- Église Saint-Vincent[37],[38], dont l'entretien (voire la restauration) devenait nécessaire au printemps 2006, comme c'est le cas pour de nombreux édifices religieux dans le département.

L'édifice est en pierre, silex et brique. L'assise de ses murs, plus particulièrement du côté de la place, est constituée d'un assemblage en damier de pierre et de silex, comme on le rencontre fréquemment dans le Vimeu. Depuis 2014, l'église est inscrite à l'inventaire supplémentaire des monuments historiques.
- Mairie, inaugurée en 1898 par le maire du village Édouard Bonvallet et réalisée par l'architecte A. Bienaimé. Leurs deux noms sont inscrits sur la façade de la mairie ainsi que toutes les personnes décédées pendant la Première Guerre mondiale (1914-1918). La date de 1898 est inscrite en chiffres romains (MDCCCLXXXXVIII). La mairie a été rénovée en 2013-2014 avec la création d'un bâtiment servant de secrétariat juxtaposé à l'ancienne mairie, reconverti en salle du conseil municipal et de bureau de vote. L'inauguration a eu lieu le 5 juillet 2014 en présence du maire, Bernard Leneveu, et du sous-préfet d'Abbeville, Jean-Claude Geney.
- Moulin 
Le moulin, datant du XVIe siècle, est un moulin dit sur pivot ou sur pioche, le dernier moulin de Picardie de ce type, complet et d'origine. Il a néanmoins connu de nombreuses réparations au fil des années et des siècles, les dernières datant de 2006, après que la foudre l'a frappé, cassant une aile, fendant le pivot central et détruisant l'un des huit pieds[40].

Le moulin de Saint-Maxent en 2006
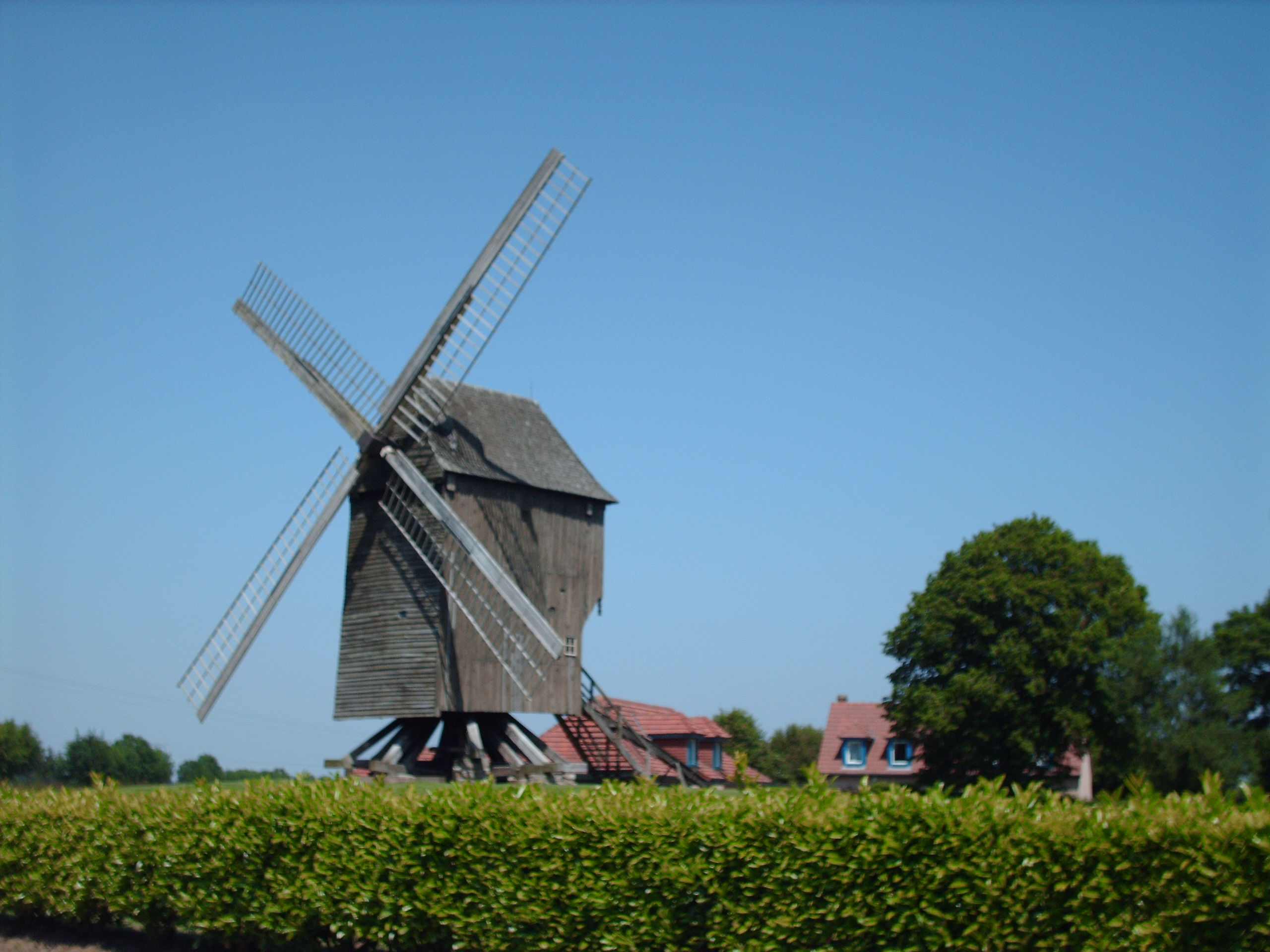
Moulin de Saint-Maxent.
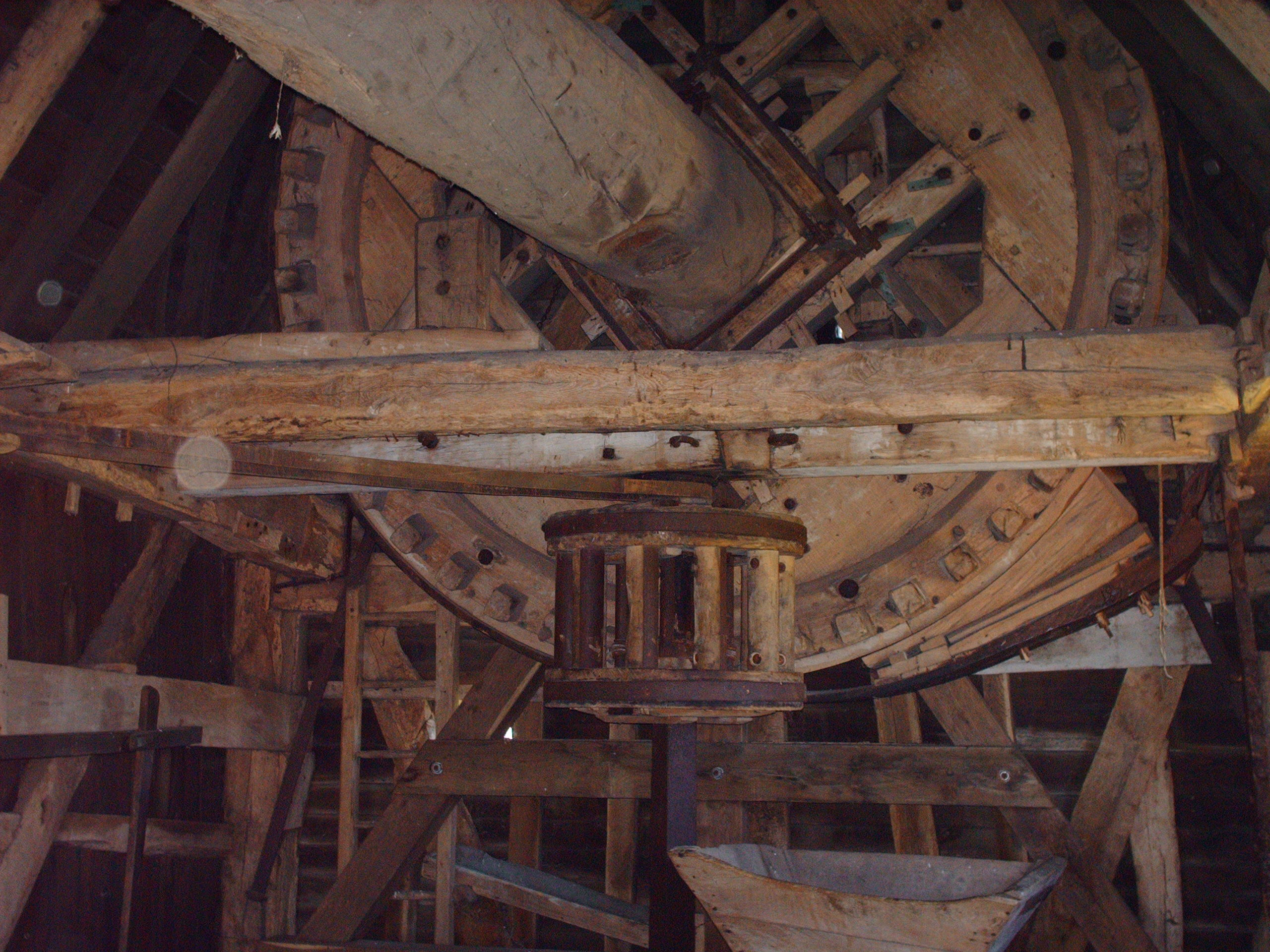
Intérieur.

- Monument aux morts

### Personnalités liées à la commune
- La seigneurie de Saint-Maxent appartint à plusieurs familles différentes[41].

Au XVIIe siècle, le seigneur de Saint-Maxent était François de Milly et plus tard, en 1698, le pouvoir était en possession du marquis de Grouches[réf. nécessaire].